# Jelav
Jelav (em cirílico: Јелав) é uma vila da Sérvia localizada no município de Loznica, pertencente ao distrito de Mačva, na região de Podrinje Jadar. A sua população era de 823 habitantes segundo o censo de 2011.

## Demografia
| 1948 | 1953 | 1961 | 1971 | 1981 | 1991 | 2002 | 2011 |
| ---- | ---- | ---- | ---- | ---- | ---- | ---- | ---- |
| 484  | 529  | 644  | 596  | 508  | 494  | 679  | 823  |